# Hatice Kübra İlgün
Hatice Kübra İlgün (1º gennaio 1993) è una taekwondoka turca.

## Palmarès
- Giochi olimpici

Tokyo 2020: bronzo nei 57 kg.
- Mondiali

Muju 2017: argento nei 57 kg.
- Europei

Kazan' 2018: argento nei 57 kg.
Sofia 2021: argento nei 57 kg.